# 小齿锯鳐
小齿锯鳐（学名：Pristis microdon）为锯鳐科锯鳐属的鱼类。分布于世界大部分热带海域，亦能进入淡水水域。该物种近年数量锐减，被IUCN划为极危物种 
。
该物种的学名pristis来自于希腊语中的“锯子”一词。

## 外貌描述
小齿锯鳐理论上最长可达7.5米，但目前捕获的最大个体仅7米长，为1950年的西非个体。如今，大部分个体远小于该记录，只有2-2.5米长。较大的个体体重可超过500kg。
该物种的特征有：
- 背鳍位置靠前，位于两对胸鳍之间
- 胸鳍尖锐呈三角形
- 下尾叶较小
- 尖吻（锯状结构）宽度为体宽的15%～25%，显著宽于其他品种的锯鳐
- 上体为棕黄色[5]
- 底部为白色或淡灰色

雌性个体的锯状结构相比雄性更短，锯齿也更少。
吻部占全身长度的比例随年龄变化，幼鱼可占全长的30%，而成年鱼的吻部最低仅占全长的20～22%，平均占比大约为27%。

## 栖息地
小齿锯鳐广泛分布于世界各地的热带与暖热带海域, 也能进入淡水水域，人们曾在距离海洋1,340 km（830 mi）的河流中发现该鱼。 其在东大西洋海域的历史分布为从毛里塔尼亚到安哥拉的海域 ，也在1950年代前有在地中海发现小齿锯鳐的报道，一般认为此类个体为迷途个体 但有报告认为这些个体可能是来此繁殖。其在大西洋线的分布从乌拉圭到加勒比海和墨西哥湾。 虽然在墨西哥湾沿岸的美国各州有目击报道, 有分析认为除了在德克萨斯州目击的外，剩余的大概率为从他国引进的个体，尤其是在佛罗里达州的案例。 该鱼在太平洋沿岸的分布范围南至秘鲁，北至墨西哥的马萨特兰 它在印度太平洋地区有极其广泛的历史分布，从南非到非洲之角、东南亚、印度和北澳大利亚，总分布范围超过7,200,000 km2（2,800,000 sq mi）, 为锯鳐中分布最广泛者，但目前已在大部分地区消失。
成年个体常常出没于深度不超过25米的河口湾，以不超过10米的居多。除此之外，它们似乎比其他种类的锯鳐更适应淡水环境  ，尼加拉瓜湖中的个体可能在大部分时间或者终身生活在淡水环境中。被人类捕获的个体无论年龄都均可在咸水和淡水环境中生活，但从咸水环境适应淡水环境的过程远快于淡水到咸水的过程。
在人工饲养环境下观察到小齿锯鳐非常敏捷，甚至有倒游的能力。其亦可用胸鳍攀爬，并能高高跃出水面，1.8米长的个体可跃出水面5米高，因而有研究认为该物种可以逆流穿过中等大小的瀑布或是激流。
小齿锯鳐最适宜生存的水温为24～32 °C，低于19 °C的冷水对其而言是致命的。

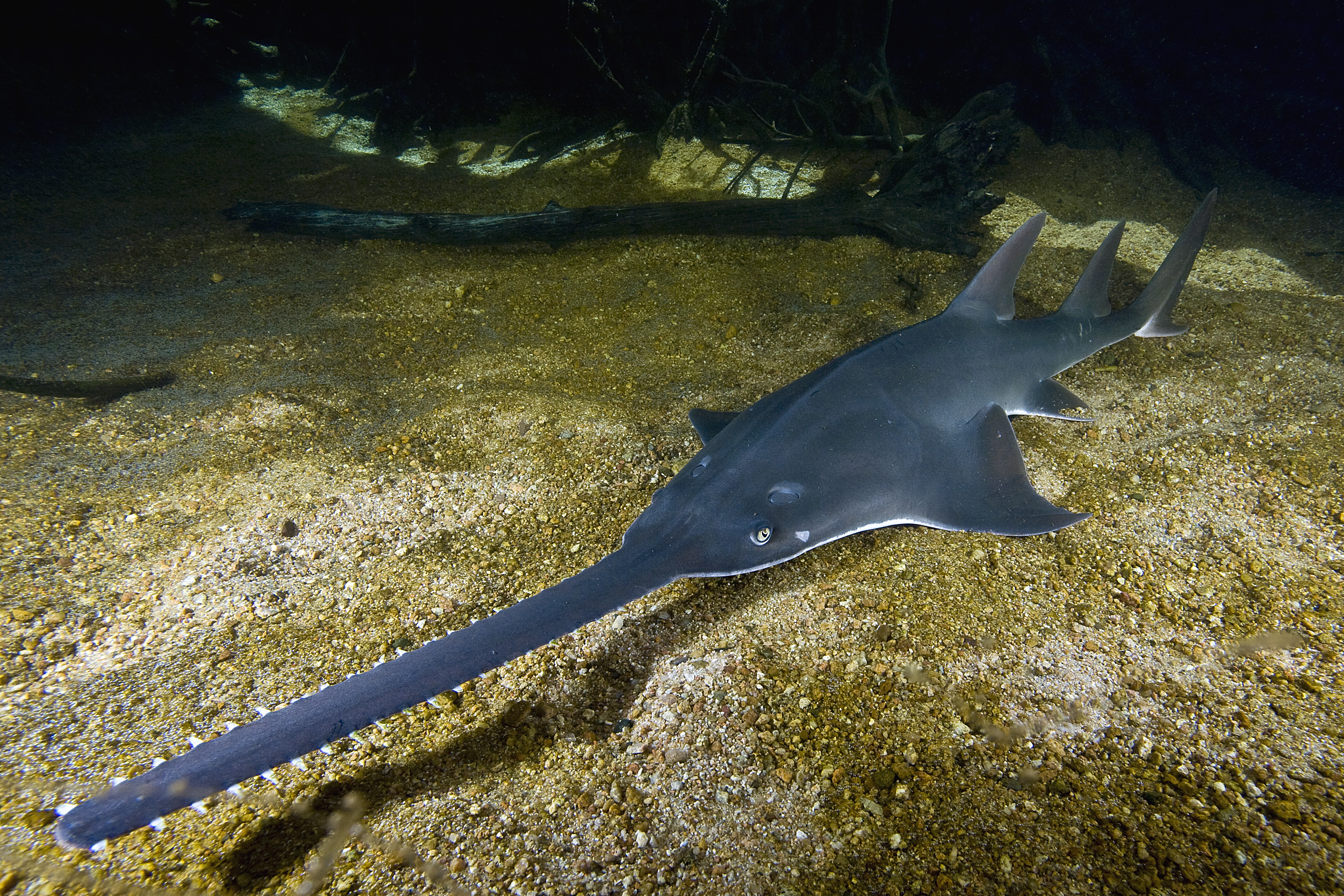
一条在澳大利亚的小齿锯鳐，该国是目前唯一有该鱼稳定种群的地区

## 生活习性与繁殖
小齿锯鳐大约在7-10岁时性成熟，此时的长度大约为2.8-3米。该卵胎生物种只会在特定季节繁殖，且具体时间根据地域不同有极大差异。
一般雌鱼每1-2年生下一胎幼鱼。一胎内的幼鱼数量差异极大（1-13条），平均值为7条左右。刚出生的幼鱼体长为72-90cm。小齿锯鳐往往生于咸水或河口湾处，但会立刻向淡水环境迁徙并在那里渡过3-5年，有时甚至可以游到离入海口400km的河流上游，而在亚马逊河流域甚至有游到更远的上游盆地的报道。。在离开淡水环境前，小齿锯鳐一般能长到2m左右。然而，偶尔小齿锯鳐会由于洪水等原因被困在孤立的淡水环境中长达数年。
目前对小齿锯鳐的寿命尚无定论，学界有30年、35年、44年和80年等说法。
小齿锯鳐为肉食动物，主要猎物为鱼类、甲壳类和软体动物。其锯状结构可用于搅动泥沙来寻找猎物或是将鱼群分割开以便捕食。小齿锯鳐性格温顺，一般不会主动攻击人类，但在被捕获的情况下会用锯状结构自卫，可对人类造成重伤。
小齿锯鳐的天敌主要是鳄鱼和大型鲨鱼，其幼鱼尤其容易受到捕食。

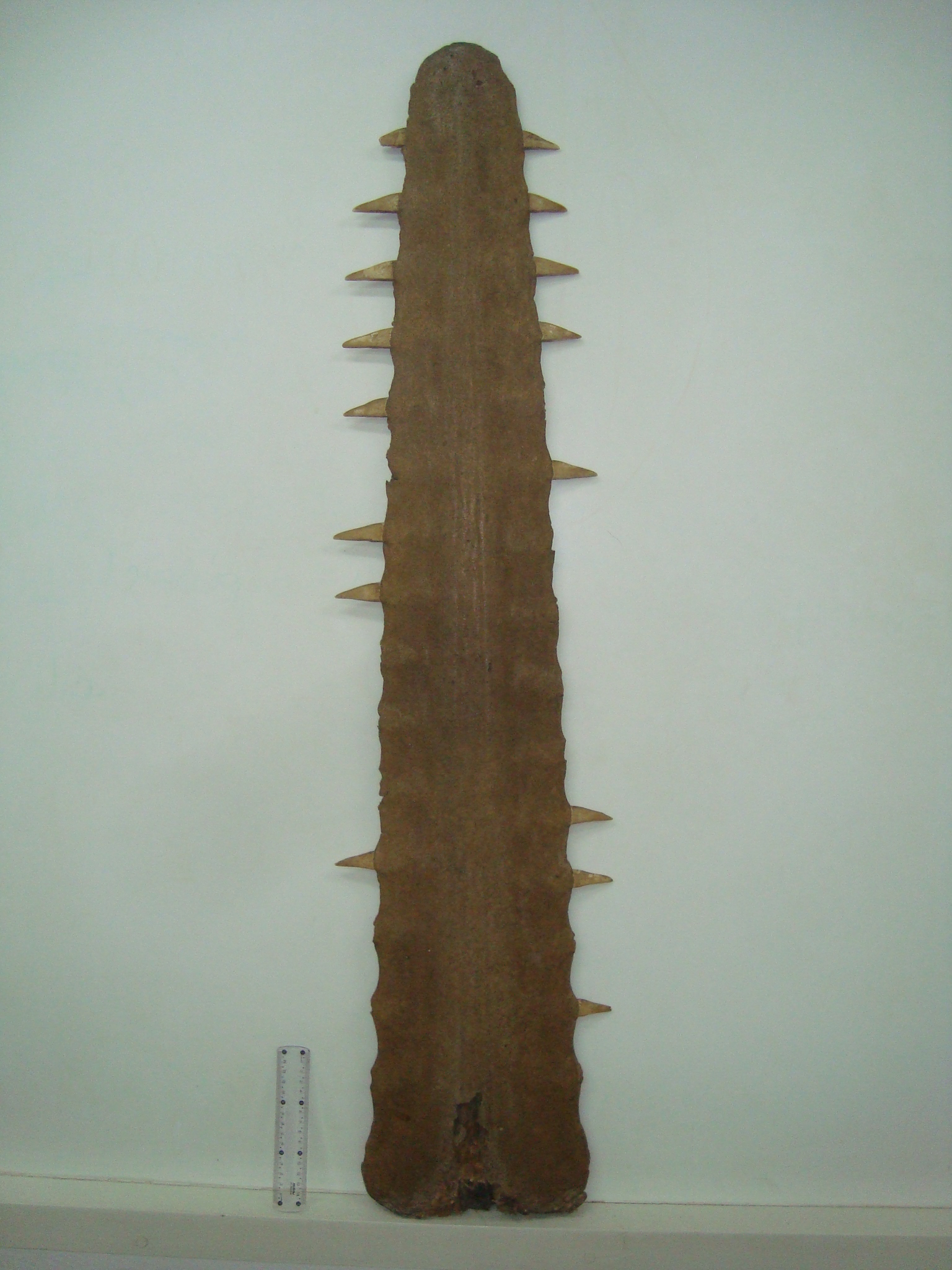
小齿锯鳐的吻部标本，有若干锯齿缺失（左侧尺子上的每一黑格代表5cm）

## 物种保护
小齿锯鳐曾分布广泛，但如今数量大幅下降，IUCN将其列为极危物种。其主要的威胁是过度捕捞和栖息地破坏。它的鱼鳍可被用来制造鱼翅，而其吻部是极具价值的装饰品，并且曾一度被用于提取鱼肝油。该鱼锯状的吻部使得其容易被缠进渔网。在尼日尔三角洲，本地的伊爵人等民族也会猎捕该鱼来获取其吻部作为仪式用品。
目前，在小齿锯鳐的历史分布范围内，该鱼已在27个国家局部地区灭绝，另在28个国家存在局部灭绝可能，即现在仅有20个国家、其历史分布范围的39%仍现存小齿锯鳐。目前在印太地区仅澳大利亚有稳定的小齿锯鳐种群，但该种群目前也正在衰退。在东非、巴布亚新几内亚、秘鲁、哥伦比亚和中美洲地区仍然有极小规模的种群。目前人们对该鱼在东南亚的分布尚不清楚，但2014年在原本认为小齿锯鳐已经局部灭绝的菲律宾捕获了该鱼。该鱼目前现存最大的种群可能在亚马逊河流域，而在中美洲的圣胡安河也有一定规模的种群，但在与该河流域相连的尼加拉瓜湖中较为稀少。在西非，比热戈斯群岛很有可能是该鱼目前唯一现存的分布地，但即便在此也不是很常见。
小齿锯鳐目前在濒危野生动植物种国际贸易公约附录I中，即禁止绝大多数非必要的国际贸易，亦在美国受到濒危动物法案的保护。虽然在美国有一系列保护项目，但鉴于该物种自1961年再无出现记录，极有可能已经在美国局部灭绝。除此之外，小齿锯鳐在孟加拉国、巴西、几内亚、印度、印尼、马来西亚、墨西哥、尼加拉瓜、塞内加尔和南非都受到一定程度的保护，但由于非法捕捞的猖獗和执法力度不足该鱼可能已经在这些国家中的几个局部灭绝。

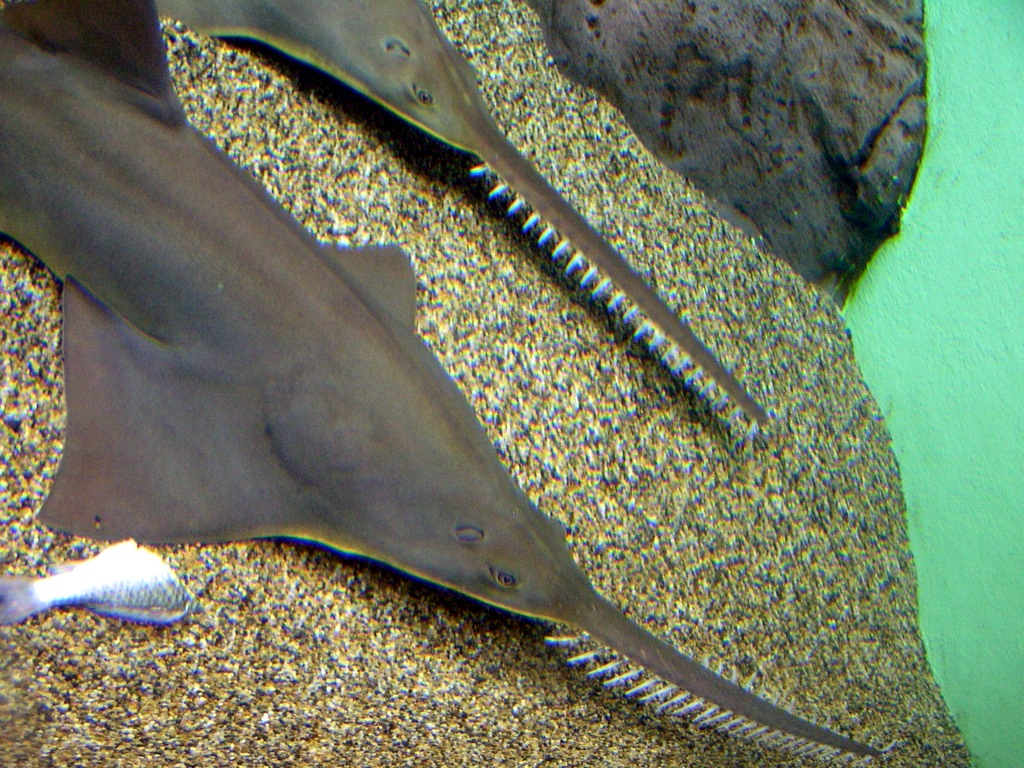
上海海洋水族馆的两条小齿锯鳐

小齿锯鳐是目前在水族馆中养殖最多的锯鳐品种，北美地区有10公6母共16条，而欧洲地区有3公2母共5条，在亚洲的水族馆另有若干条。